# Warner Bros.-Seven Arts
Warner Bros.-Seven Arts, Inc. fue una compañía de entretenimiento estadounidense que estuvo operativa brevemente desde 1967 hasta 1969. 

## Historia
Warner Bros.-Seven Arts comenzó cuando Seven Arts Productions adquirió la participación de control de Jack L. Warner en Warner Bros. por $32 millones y se fusionó con él.
La adquisición incluyó los cortometrajes de Looney Tunes en blanco y negro (además de los de Merrie Melodies producidos después de Harman e Ising), la biblioteca y Warner Bros. Records, además de Reprise Records. Más tarde ese mismo año, Warner Bros.-Seven Arts compró Atlantic Records. Esos sellos discográficos se combinaron en 1970 con otras dos adquisiciones (Elektra Records y su hermana Nonesuch Records) en un nuevo holding, Warner-Elektra-Atlántico, bajo la dirección de Mo Ostin y Joe Smith.
El jefe de producción fue Kenneth Hyman, hijo del cofundador de Sevens Arts, Eliot Hyman. Su primera película fue Camelot y su última película fue Wait Until Dark.
Warner Bros.-Seven Arts fue adquirida en 1969 por la Kinney National Company, que elimina "Seven Arts" del nombre de la empresa, restableciendo el nombre Warner Bros. Debido a un escándalo financiero sobre sus operaciones de estacionamiento, Kinney Nacional escindió sus activos en 1972 (como Kinney National Corporation) y cambió su nombre a Warner Communications Inc..